# Kepler-78 b
Kepler-78 b, precedentemente conosciuto come KIC 8435766 b, è un esopianeta che orbita attorno alla stella Kepler-78, una nana giallo-arancione più piccola e fredda del Sole. Scoperto nel 2013 analizzando i dati del telescopio spaziale Kepler, il pianeta, di dimensioni "terrestri", orbita ad appena 1,5 milioni di chilometri dalla propria stella madre, ruotandole attorno in appena 8,5 ore.

## Scoperta
Scoperto nel 2013 analizzando i dati dal telescopio spaziale Kepler, il pianeta è stato trovato non solo transitare davanti alla propria stella, ma è stata rilevata anche la sua occultazione e la luce riflessa dalla stella durante le varie fasi orbitali. Non era un oggetto di interesse per Kepler (KOI) a causa del breve periodo orbitale, quindi in precedenza non era stata effettuata l'analisi automatica dei dati ed era presente solo nella lista "Kepler Input Catalog" (KIC), il database di possibili candidati pianeti extrasolari.

## Caratteristiche
Kepler-78 b (o KIC 8435766 b) è un pianeta poco più grande della Terra. Esso orbita intorno alla stella madre in un periodo di 8,5 ore e riflette dal 20% al 60% della luce stellare che riceve. La sua massa è tra l'1.69 e le 1.85 masse terrestre . Data la vicinanza alla stella il pianeta è certamente in rotazione sincrona, volgendo sempre lo stesso emisfero alla stella; la temperatura sull'emisfero sempre illuminato del pianeta è stimata in 2300-3100 K, mentre la temperatura nell'emisfero sempre in ombra rimane sconosciuta. Per questo motivo gli scienziati lo hanno descritto come un "pianeta di lava".

## Origini
Per gli astronomi rimane un mistero la formazione di un pianeta ad una distanza di appena 1,6 milioni di km dalla propria stella madre, nessun meccanismo conosciuto nella formazione planetaria potrebbe averlo spostato in quella posizione. Le forze mareali stanno spostando l'orbita sempre più vicino alla stella, che con la sua gravità lo consumerà in tempi relativamente brevi su scala astronomica. In meno di 3 miliardi di anni il pianeta probabilmente scomparirà.